# لی سون-هی (خواننده)
لی سون-هی (به کره‌ای: 이선희، به انگلیسی: Lee Sun-hee؛ زادهٔ ۱۱ نوامبر ۱۹۶۴) خواننده-ترانه‌سرای اهل کره جنوبی است.